# Koivusaari (ö i Finland, Södra Karelen, Villmanstrand, lat 61,00, long 27,40)
Koivusaari är en ö i Finland. Den ligger i sjön Kelkjärvi och i kommunen Luumäki i den ekonomiska regionen  Villmanstrands ekonomiska region  och landskapet Södra Karelen, i den södra delen av landet, 160 km nordost om huvudstaden Helsingfors. Öns area är 0,3 hektar och dess största längd är 90 meter i nord-sydlig riktning.